# Gallische helm

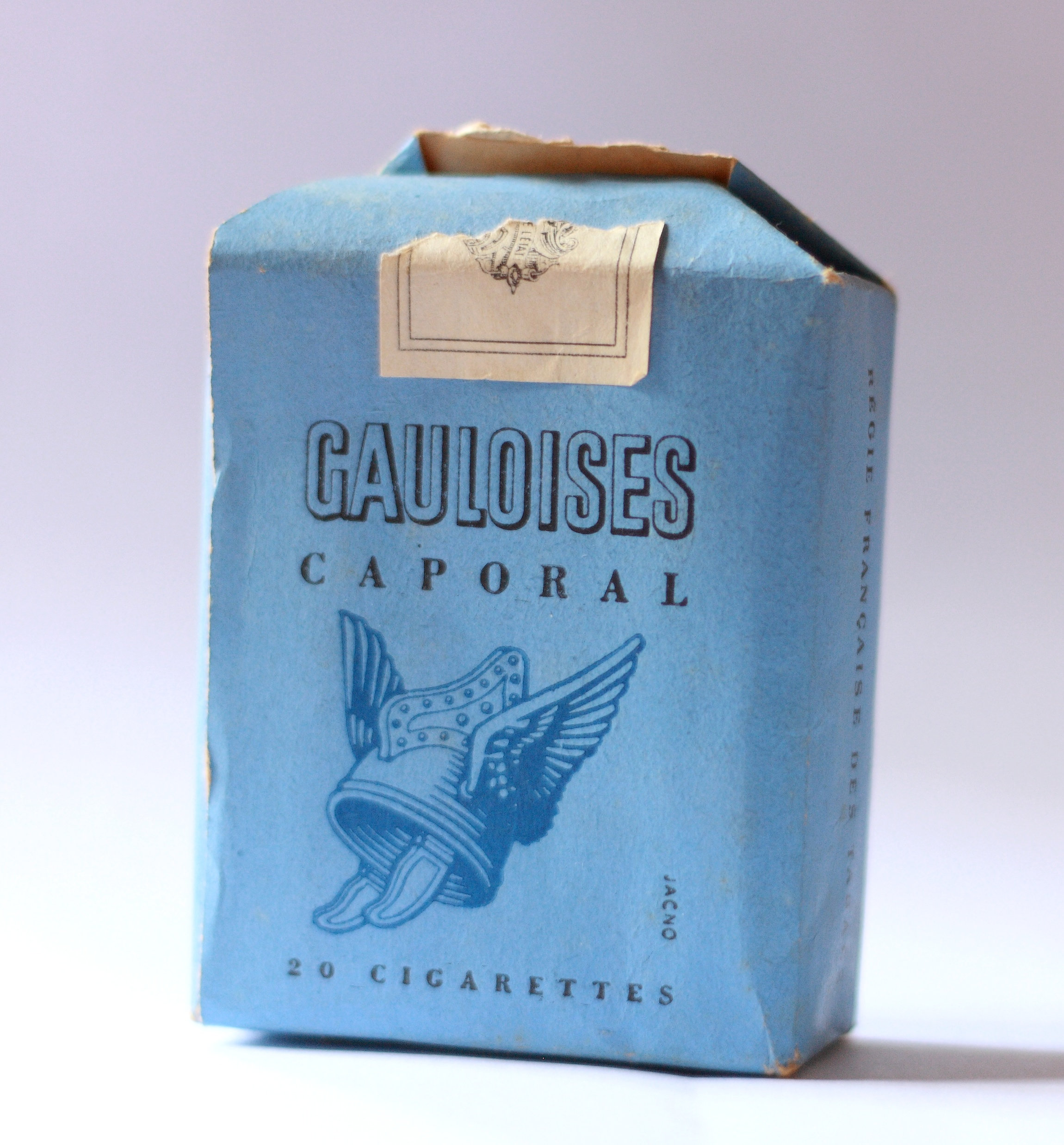
De gevleugelde Gallische helm als beeldmerk voor "Gallische cigaretten"

Een Gallische helm is een ronde helm zoals deze door de Galliërs, de Kelten die onder andere het gebied van het hedendaagse Frankrijk bewoonden, droegen. Een oud type, gezien als basistype, is de 'Casque de Negau' uit de vierde eeuw voor onze jaartelling. De Gallische helmen zijn rond en bedekken alleen de bovenkant van het hoofd. Op afbeeldingen en uit opgravingen zijn tal van varaties op dit helmtype bekend.

## De helm in kunst en strips
In de kunstgeschiedenis kent men ook een Gallische helm die aan de zijkant van kleine vleugels is voorzien. De helm werd in de 19e en 20e eeuw door Franse kunstenaars als een typisch voorbeeld van de Keltische of Gallische identiteit van Frankrijk gezien en op postzegels en onderscheidingen afgebeeld. De helm is ook geregeld afgebeeld in de populaire strips van Asterix en Obelix. Deze helmvorm berust op fantasie.
Op onderscheidingen wedijvert de Gallische helm als hoofddeksel met de Frygische muts op afbeeldingen van Marianne, het symbool van de Franse Republiek.